# کازلی‌کوی (اردهان)
کازلی‌کوی (به ترکی استانبولی: Kazlıköy) یک منطقهٔ مسکونی در ترکیه است که در اردهان واقع شده‌است.